# Catie Benson
Pour les articles homonymes, voir Benson.
Pas d'image ? Cliquez ici

a Compétitions nationales et continentales officielles uniquement.

b Matchs officiels uniquement.
Dernière mise à jour le 4 août 2024.
Catie Benson, née le 10 février 1992, est une joueuse internationale américaine de rugby à XV évoluant au poste de pilier.

## Biographie
Originaire de Buffalo aux États-Unis, Catie Benson naît le 10 février 1992. Elle pratique d'abord le cross-country. Elle débute le rugby à XV à l'université, avec les Lady Ruggers de l'université de Penn State. Elle est sélectionnée avec l'équipe nationale des moins de 20 ans en 2012. Elle devient internationale américaine en 2015 contre l'Angleterre, puis est sélectionnée pour disputer la Coupe du monde 2017.
En 2021, elle rejoint le club des Sale Sharks en Angleterre, en compagnie de ses compatriotes Nick James et Katana Howard. Elle est retenue en septembre 2022 pour disputer la Pacific Four Series puis la Coupe du monde en Nouvelle-Zélande.
En 2023, elle participe à la tournée en Espagne ainsi qu'à la Pacific Four Series et la première édition du WXV.
Elle est à nouveau sélectionnée en 2024, toujours pour la Pacific Four Series ainsi que la tournée des Eagles au Japon. Au terme de la saison, elle quitte les Sale Sharks.

## Palmarès
- Nommée dans l'équipe universitaire de l'année en 2014 et 2015.